# Peter Johan Hustinx

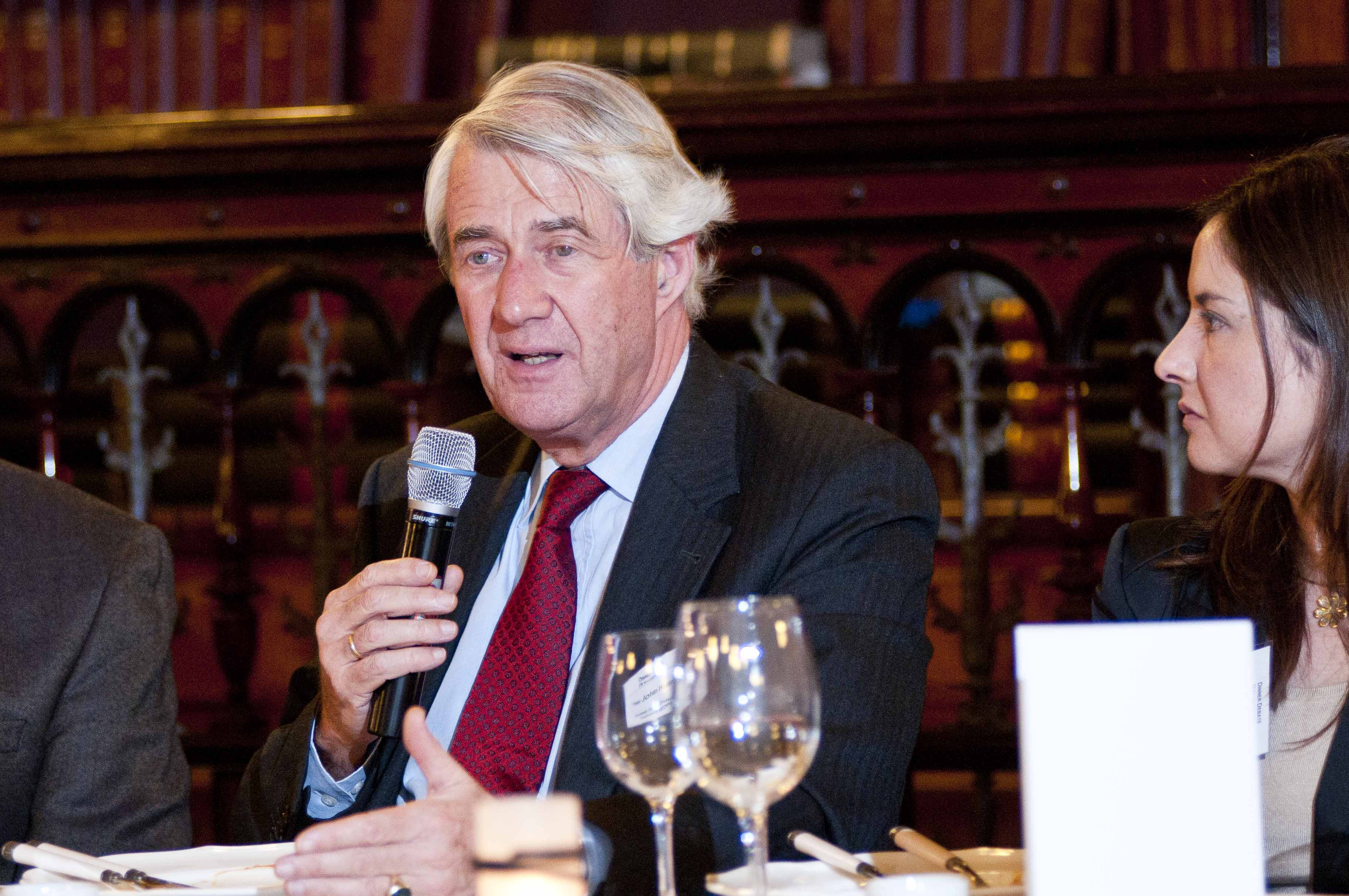
Peter Johan Hustinx (2010)

Peter Johan Hustinx (* 1945 in Vught) ist ein niederländischer Datenschutzexperte und der ehemalige Europäische Datenschutzbeauftragte.
Hustinx erlangte juristische Abschlüsse in Nijmegen (Niederlande) und Ann Arbor (USA). Seit 1986 war er stellvertretender Richter am Berufungsgericht in Amsterdam. Seit 1991 war er Präsident des College Bescherming Persoonsgegevens (CBP), der Datenschutzbehörde der Niederlande. Von 1996 bis 2000 war er zudem Vorsitzender der Artikel-29-Datenschutzgruppe. Während seiner Zeit als Präsident der CBP war Hustinx zudem Mitglied der gemeinsamen Kontrollinstanz von Europol. Von Januar 2004 bis Dezember 2014 hatte Hustinx das Amt des Europäischen Datenschutzbeauftragten inne und war als solcher wieder Mitglied der Artikel-29-Datenschutzgruppe.